# Thorecta tuberculata
Thorecta tuberculata är en svampdjursart som först beskrevs av Carter 1885.  Thorecta tuberculata ingår i släktet Thorecta och familjen Thorectidae. Inga underarter finns listade i Catalogue of Life.